# Шымкентская агломерация
Шымкентская агломерация (каз. Шымкент агломерациясы) — агломерация, включающая в себя город Шымкент, его пригороды и прилежащие районы. В настоящее время в Шымкентской агломерации проживает около 10% населения страны, что делает её одной из самых крупных в Казахстане (с учётом численности населения, сложности структуры и коэффициента развитости)  .
Так, агломерация считается развитой при коэффициенте развитости, равном 1 и более (зависит от людности, количества городов, посёлков городского типа и их доли в суммарной людности агломерации). Среди городских агломераций Казахстана, включённых в Программу развития регионов, только Алматинская и Шымкентская  превышают этот порог (13,03 и 7,4 соответственно) .
В соответствии с Программой развития регионов Шымкентская агломерация (наряду с Алматинской и Астанинской) определена как агломерация первого уровня (обладающая наибольшим потенциалом).
Межрегиональная схема территориального развития Шымкентской агломерации была утверждена Правительством Республики Казахстан 22 февраля 2018 года
Ядро агломерации — город Шымкент, административный, социально-экономический, научный, образовательный и культурный центр. В связи с имеющимися потенциалами город претендует стать агломерационным ядром юга страны.

## Численность населения
Численность населения агломерации, согласно данным Проекта межрегиональной схемы территориального развития Шымкентской агломерации, к концу 2017 году составила 1,8 млн человек (10 % от численности населения Республики Казахстан) , что делает её второй по величине агломерацией страны (после Алматинской в 2,5 млн человек). Демографическая ёмкость (предельная численность населения, которую может вместить территория, учитывая земельные, водные и продовольственные ресурсы) Шымкентской агломерации согласно расчётам составляет около 4,07 млн человек.
Согласно данным на 2016 год в Шымкентской агломерации наблюдалась миграционная убыль населения (8 тыс. чел.), только в городе Шымкенте был миграционный прирост (5 тыс.), который не компенсировал миграционную убыль, которая наблюдалась во всех  остальных городах и районах агломерации (13 тыс.).

## Структура и транспортная доступность
Шымкентская агломерация вбирает в себя 367 населённых пунктов, расположенных на территории в 1573,5 тыс. га . 
Используя метод изохрон (1,5-часовая транспортная доступность), была определена структура Шымкентской агломерации. В область её влияния входят: центр (ядро) — город Шымкент, Арысская городская администрация (в том числе город Арысь), Байдибекский, Тюлькубасский, Казыгуртский (в том числе село Казыгурт), Толебийский (в том числе город Ленгер), Ордабасынский и Сайрамский районы (в том числе сёла Манкент и Сайрам).
| Населённые пункты             | Расстояния от ядра агломерации, км | Средняя скорость, км/час | Время в пути |
| ----------------------------- | ---------------------------------- | ------------------------ | ------------ |
| Шымкент — Арысь               | 102                                | 90                       | 1 час 8 мин. |
| Шымкент — Байдибекский район  | 87                                 | 90                       | 58 мин.      |
| Шымкент — Казыгуртский район  | 77                                 | 90                       | 52 мин.      |
| Шымкент — Ордабасынский район | 51                                 | 90                       | 34 мин.      |
| Шымкент — Сайрамский район    | 26                                 | 90                       | 17 мин.      |
| Шымкент — Толебийский район   | 0                                  | 90                       | 0 мин.       |
| Шымкент — Тюлькубасский район | 78                                 | 90                       | 52 мин.      |

| Населённые пункты                              | Расстояния от ядра агломерации, км | Средняя скорость, км/час | Время в пути  |
| ---------------------------------------------- | ---------------------------------- | ------------------------ | ------------- |
| Шымкент — Арысь                                | 87                                 | 53                       | 1 час 39 мин. |
| Шымкент — Байдибекский район (Шаян)            | 97                                 | 51                       | 1 час 55 мин. |
| Шымкент — Казыгуртский район (Казыгурт)        | 72                                 | 69                       | 1 час 3 мин.  |
| Шымкент — Ордабасынский район (Темирлановка)   | 44                                 | 48                       | 55 мин.       |
| Шымкент — Сайрамский район (Аксукент)          | 24                                 | 37                       | 39 мин.       |
| Шымкент — Толебийский район (Ленгер)           | 34                                 | 33                       | 1 час 2 мин.  |
| Шымкент — Тюлькубасский район (Турар Рыскулов) | 78                                 | 58                       | 1 час 20 мин. |

| Районы/городские администрации/города | Районный центр      | Площадь тыс. км² | Население перепись 2009 | Население на 1-01-2016 | Население на 1-01-2017 |           | Плотность населения 1-01-2022 чел./км² |
| ------------------------------------- | ------------------- | ---------------- | ----------------------- | ---------------------- | ---------------------- | --------- | -------------------------------------- |
| г. Шымкент                            | -                   | 1,2              | 602 344                 | 886 276                | 912 300                | 1 112 739 | 927,3                                  |
| г.а. Арысь                            | -                   | 7,6              | 61 996                  | 73 809                 | 74 129                 | 77 746    | 10,2                                   |
| Байдибекский район                    | село Шаян           | 7,2              | 52 880                  | 55 279                 | 55 191                 | 54 411    | 7,6                                    |
| Казыгуртский район                    | село Казыгурт       | 4,1              | 100 288                 | 108 995                | 108 417                | 109 599   | 26,7                                   |
| Ордабасынский район                   | село Темирлановка   | 2,7              | 102 461                 | 117 574                | 117 512                | 123 205   | 45,6                                   |
| Сайрамский район                      | село Аксукент       | 1,1              | 281 107                 | 198 968                | 202 809                | 223 743   | 203,4                                  |
| Толебийский район                     | город Ленгер        | 3,0              | 122 374                 | 116 782                | 117 463                | 121 961   | 40,7                                   |
| Тюлькубасский район                   | село Турар Рыскулов | 2,3              | 95 065                  | 110 252                | 110 886                | 113 604   | 49,4                                   |
| ВСЕГО                                 | -                   | 29,2             | 1 418 515               | 1 667 935              | 1 698 707              | 1 937 008 | 66,3                                   |

51 % территории Шымкентской агломерации составляют территории городского акимата Арысь и Байдибекского района (14,8 тыс. км²), однако численность населения этих территорий (129 320 чел. на 1 января 2017 года) составляет всего 7,6 % всего населения агломерации. Без учёта этих территорий плотность населения Шымкентской агломерации составит 109 чел/км².

## Перспективы
Прогнозируется, что численность населения Шымкентской агломерации в 2020 году составит 1,9 млн человек, к 2030 - свыше 2,3 млн . 
Для агломерации приоритетным было признано развитие скоростного рельсового наземного транспорта (в том числе на пригородных сообщениях Шымкент-Ленгер, Шымкент-Арысь и другие), единого общественного транспорта и малой авиации в пределах агломерации.
Учитывая конкурентные преимущества Шымкентской агломерации, будут приняты меры по её развитию как:
- индустриально-инновационного центра региона;
- центра переработки сельскохозяйственной продукции региона;
- фармацевтического кластера региона;
- центра транспорно-логистических услуг и дистрибуции региона;
- туристического и историко-культурного центра региона[3].

В связи с тем, что процесс роста городов в Шымкентской и Алматинской агломерациях идёт стремительными темпами и сопровождается обострением экологических, транспортных и социальных проблем, было рекомендовано в их центрах прекратить новое промышленное строительство, и также вынести части существующих производств за пределы городской черты. Рекомендованы мероприятия по оздоровлению окружающей среды.